# 90472 Mahabal
90472 Mahabal è un asteroide della fascia principale. Scoperto nel 2004, presenta un'orbita caratterizzata da un semiasse maggiore pari a 2,4649948 UA e da un'eccentricità di 0,1678615, inclinata di 3,12749° rispetto all'eclittica.